# Chalconycles chalybeia
Chalconycles chalybeia is een vlinder uit de familie bloeddrupjes (Zygaenidae). De wetenschappelijke naam van deze soort is voor het eerst geldig gepubliceerd in 1914 door Rebel.
De soort komt voor in tropisch Afrika.